# Ballinacurra
Ballinacurra (en irlandés: Baile na Cora, que significa "ciudad del embalse") es un pequeño pueblo portuario situado en las afueras de Midleton, Condado de Cork. Se encuentra aproximadamente 18 km sudeste de ciudad de Cork.
El pueblo se halla en la confluencia del río Owenacurra  y el canal este del puerto de Cork. Sirvió durante siglos como puerto para la ciudad de Midleton, la cual está a menos de 2 km al norte de Ballinacurra, y se convirtió en el sitio de carga y descarga de carbón, madera, hierro y pizarra y más tarde de lino para la industria del lino.
El puerto de Ballinacurra fue cerrado en 1962 al ser considerado demasiado caro dragar los niveles de cieno y lodo en la entrada al puerto. Ahora es utilizado principalmente para pequeñas barcas de ocio.
El hombre que se cree ha descubierto la Antártida, Edward Bransfield nació y creció en Ballinacurra.